# Església de l'Assumpció d'Ares del Maestrat
L'Església de l'Assumpció d'Ares del Maestrat, d'estil barroc, és un temple catòlic situat al centre de la població i seu d'una parròquia del bisbat de Sogorb-Castelló. Ha estat qualificada com a Bé de Rellevància Local amb la categoria de Monument d'Interès Local.

## Història
En el mateix lloc on estava la primitiva església gòtica, ampliada en 1645 i assolada en 1707 durant la guerra de Successió, es construeix a principis del segle xviii l'església actual. En 1717 es fan els plànols i comença la construcció sota la direcció del mestre d'obra Martín Dols. A mitjan construcció, en 1722, es demana una visura a Pere Gonel. En 1724 es contracten les obres de la façana, la qual es finalitza el 1727. En 1732, abans de col·locar la coberta, es demane a José Alonso Simó i Antonio Nadal, facen altra visura de les obres. Poc després de finalitzades les obres en 1735 amb la col·locació de les portes del temple s'inicia la construcció de la capella de la Comunió, que es finalitza el 1736.
La torre-campanar, del segle xvi, és l'únic vestigi de l'església anterior.
En els darrers anys l'edifici ha tingut diverses rehabilitacions. En la dècada dels 80 s'actuà en les cobertes, i en l'any 2003 es rehabilità la façana. Des de 2008 està prevista la consolidació del campanar i la rehabilitació de l'absis. A principis de 2014 s'ha recuperat la clau central del presbiteri de l'església antiga i s'ha reconvertit en el peu del nou altar major. Els jubilats de la població, durant els darrers mesos de 2015 i principis de 2016 han estat restaurant l'interior del temple.

## Arquitectura

### Estructura
A l'exterior, l'espai és un únic volum amb una coberta a dues aigües on sols sobresurt el tram del transagrari.
El temple té una planta de creu llatina de tres naus amb pilastres de capitells compostos. La nau central es cobreix per volta de canó amb llunetes cegues, i les naus laterals, en cada tram, per cúpules. El creuer té cúpula, no visible a l'exterior, amb petxines, i els braços del transsepte tenen llunetes dobles al front. El presbiteri es cobreix amb volta de forn carregada sobre pilastres angulars.

### Façanes
La façana principal, als peus de la nau, està rematada per una cornisa mixtilínia amb gerres i espadanya en el centre. I la portada, centrada en la façana, consta de tres cossos d'amplària decreixent: L'inferior, una porta amb llinda i petxina al damunt es troba emmarcada per dues parelles de columnes de capitell compost i alts pedestals bombats, les interiors salomòniques amb el terç inferior llis cobert de fruites enfilades que envolten un querubí i les exteriors de fust llis, que suporten un entaulament mogut; en el segon cos es repeteix l'esquema anterior amb totes les columnes salomòniques, també amb el terç inferior llis cobert de garlandes i querubins, protegint una fornícula amb arc trevolat; i en el tercer cos un frontó circular suportat per columnes d'orde compost, envolten una finestra i un anagrama marià.
En un lateral, al costat de l'Epístola, existeix una portada més simple, amb dos cossos, el primer amb pilastres sense capitell, i en el segon, una fornícula apetxinada protegida per dos pòdiums amb esfera, i envoltada per garlandes.

### Campanar
El campanar, pervivència de l'anterior temple, presenta la característica de ser més baix que l'església. Està adossat al temple, al centre del costat de l'Epístola, té planta quadrada i tres cossos, els dos primers massissos, i el superior, el de les campanes, cobert amb volta de creueria i amb obertura de mig punt en cada cara, i coronat per una petita espadanya.

## Galeria fotogràfica

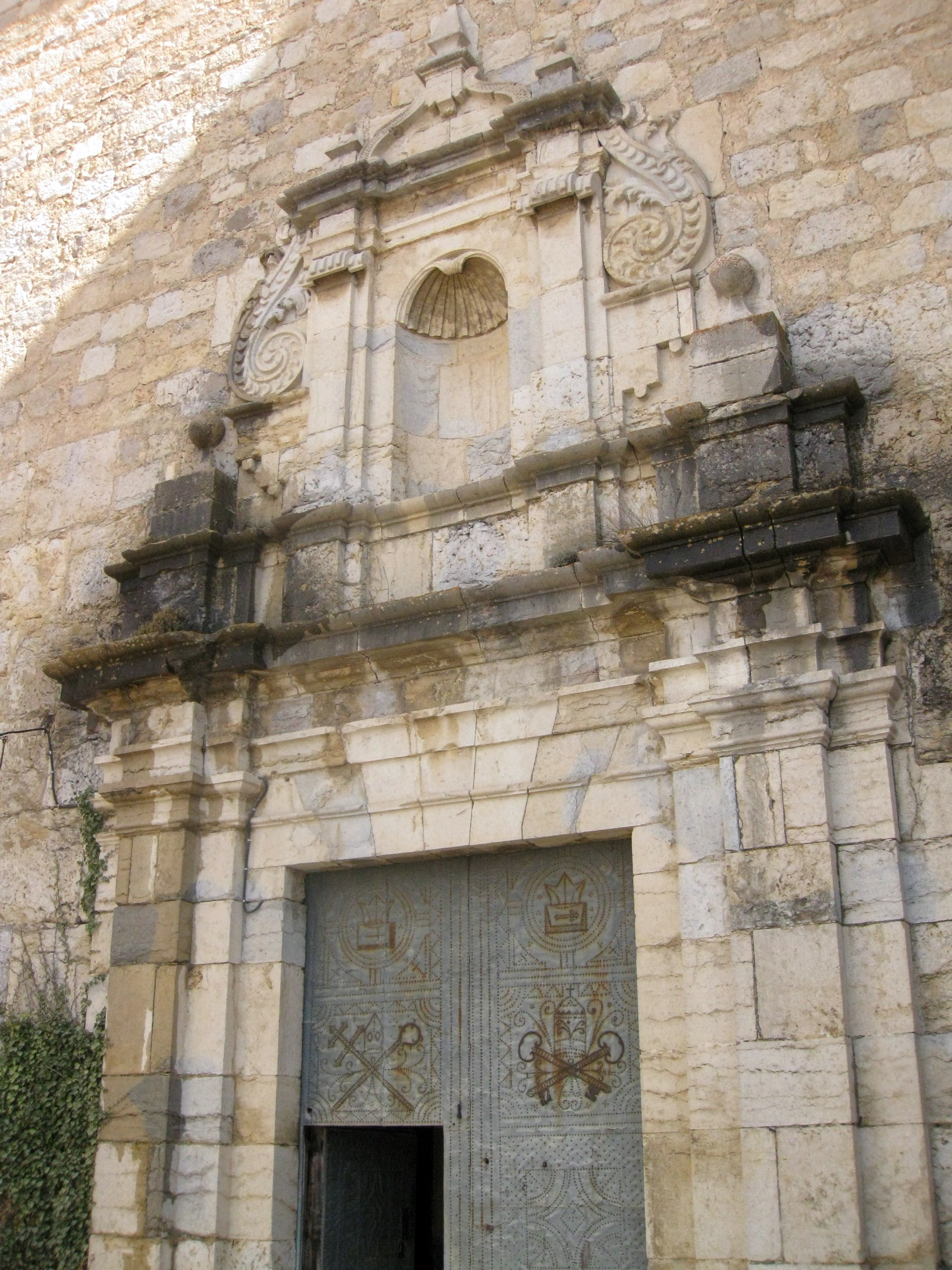
Portada lateral
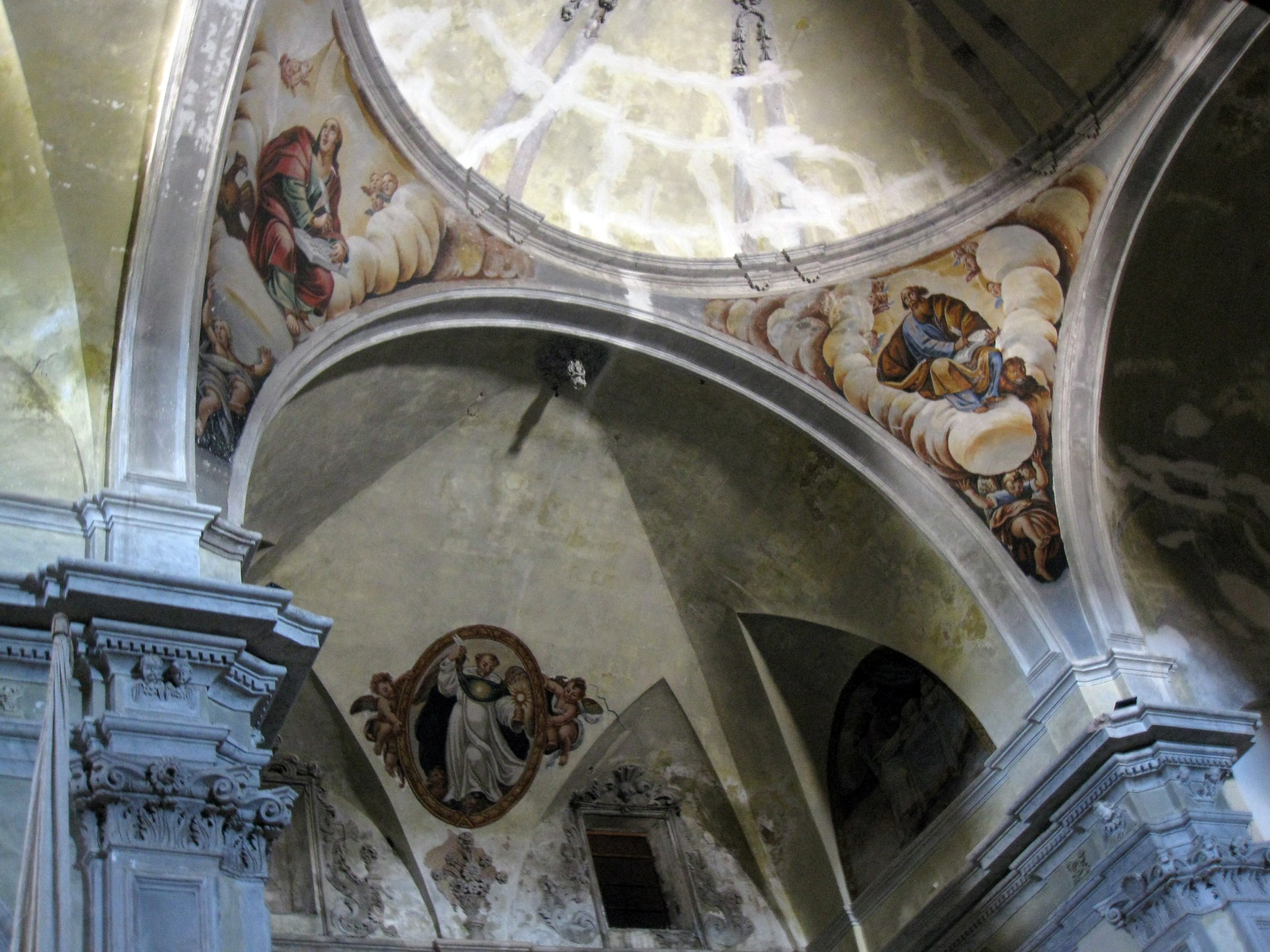
Detall de l'interior
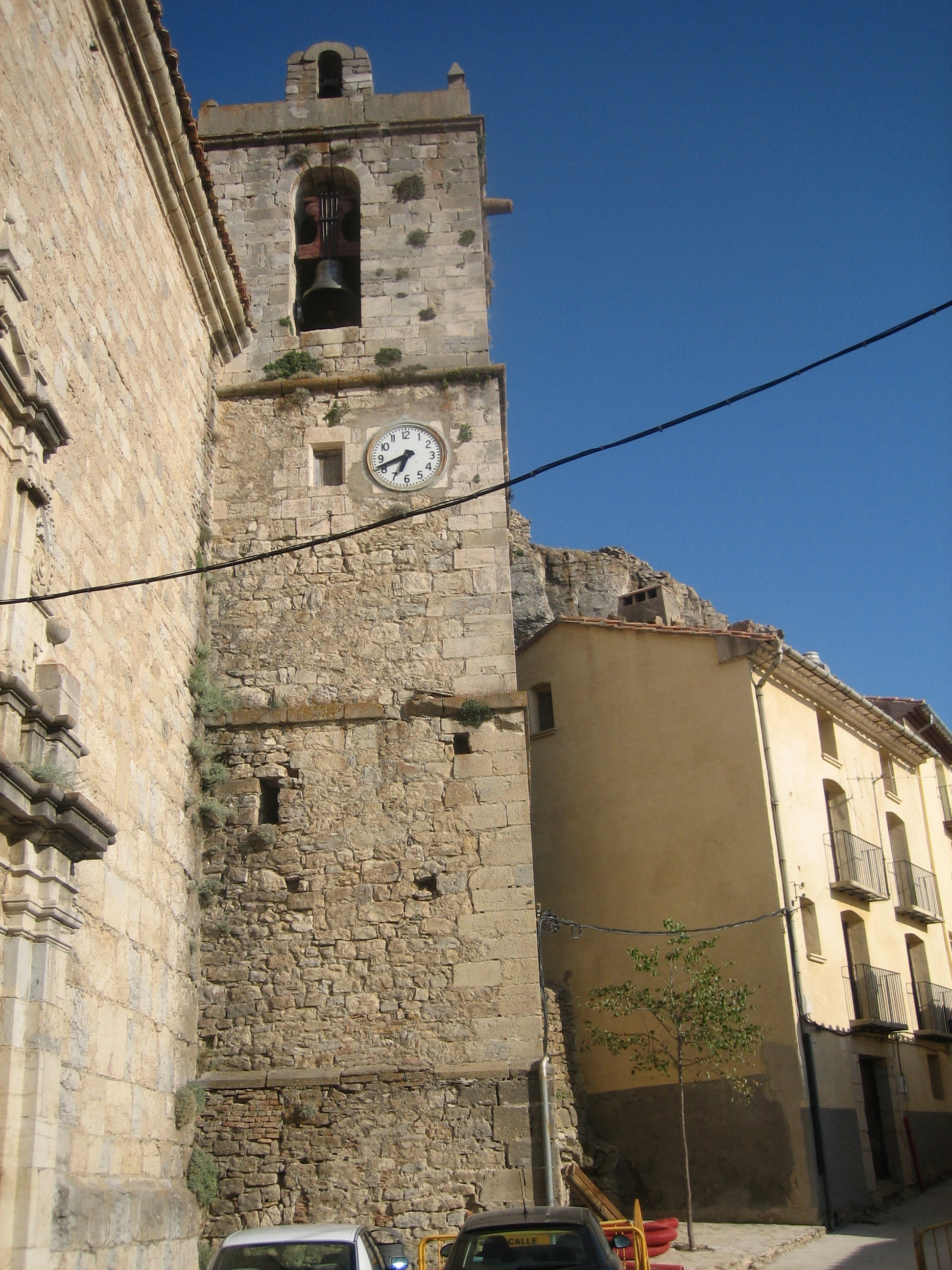
Torre campanar